# كينجي يانو
كينجي يانو (باليابانية: 矢野謙次؛ بالكانا: やの けんじ) هو لاعب كرة قاعدة ياباني، ولد في 21 سبتمبر 1980 في ميتاكا في اليابان.

## وصلات خارجية
- كينجي يانو على موقع الدوري الياباني لكرة القاعدة (الإنجليزية)
- كينجي يانو على موقعبيزبول رفرنس.كوم (الدوري الثانوي) (الإنجليزية)